# Rasophilie
La rasophilie est l'art de collectionner des rasoirs et tout objet lié au métier et à l'activité de barbier-coiffeur. Le collectionneur d’objets et appareils anciens ou modernes se rapportant au rasage mécanique, électrique et au coiffage est appelé rasophile

## Étymologie
Ce mot est composé de  raso, contraction du mot français rasoir, et du mot grec ancien φίλος, philos (« attirance, amour »). Il désigne donc dans son sens premier celui qui aime les rasoirs.

## Associations de collectionneurs
Il existe différentes associations de rasophiles. Les plus connues sont la National Shaving Mug Collectors Association (NSMCA) et le National Barber Museum & Hall of Fame aux États-Unis et l'association Les Rasophiles en France.